# Fox Street
Fox Street är en by i Essex, England. Byn är belägen 4 km från Colchester. Orten har 538 invånare (2018).